# Penicula bryanti
Penicula bryanti är en fjärilsart som beskrevs av Archibald C. Weeks 1906. Penicula bryanti ingår i släktet Penicula och familjen tjockhuvuden. Inga underarter finns listade i Catalogue of Life.